# Kim Nielsen-Parsons
Kim Nielsen-Parsons (ur. 1964) – amerykańska basistka. Gra na gitarze basowej w żeńskim zespole Phantom Blue.